# Canto, ma sottovoce...
Canto, ma sottovoce... è un film del 1946 diretto da Guido Brignone.

## Trama
Durante la guerra la famiglia del commendatore Annibale Lantieri: Fabrizio il figlio, Maria Cristina la figlia, e la moglie Teresa, amante della musica, per evitare i bombardamenti vogliono trasferirsi a Salerno, ma il loro autista, Romoletto, fidanzato della loro cameriera Laura, rimane bloccato dallo sbarco degli alleati in Sicilia, quindi mettono un annuncio a cui risponde Giuseppe, detto Peppino, un marinaio a cui piace cantare, e insieme a Laura partono in auto per Salerno.
Durante il viaggio incontrano Mariù che cerca i suoi parenti, e si offrono di darle un passaggio, arrivati al paese dove si dovrebbero trovare i parenti di Mariù scoprono che sono stati sfollati a Salerno e quindi la ragazza rimane con loro per il resto del viaggio. Rimasti senza benzina, grazie a un'idea di Giuseppe caricano la loro macchina su un treno dove sentono la notizia dell'avvenuto armistizio, ma oramai il treno li porta a Salerno.
Arrivati alla villa della famiglia scoprono che un militare americano, John, vi ha trovato rifugio e rimangono bloccati tutta la notte a causa dei bombardamenti. La mattina seguente vengono a conoscenza del ritiro dei tedeschi, e di essere quindi oramai al sicuro.
Nel frattempo Maria Cristina e Giuseppe si innamorano, mentre Fabrizio si innamora di Mariù che si scopre però essere madre e con un marito disperso in guerra.
La vicenda finisce con Giuseppe che parte per imbarcarsi ma promette a Maria Cristina di tornare.

## Commento
Iscritto al Pubblico registro cinematografico con il n. 548, il film ottenne il visto di censura n. 297 del 7 gennaio 1946.